# 疙瘩银杏蟹
疙瘩银杏蟹（学名：Actaea nodulosa）为扇蟹科银杏蟹属的动物。分布于夏威夷、毛里求斯、马达加斯加、红海以及中国大陆的中沙群岛等地，常见于海水。